# Montord
Montord – miejscowość i gmina we Francji, w regionie Owernia-Rodan-Alpy, w departamencie Allier.

## Demografia
Według danych na rok 1990 gminę zamieszkiwało 208 osób, a gęstość zaludnienia wynosiła 47 osób/km². W styczniu 2015 r. Montord zamieszkiwało 226 osób, przy gęstości zaludnienia wynoszącej 51 osób/km².